# Богданівський парк
Богда́нівський парк — ботанічна пам'ятка природи місцевого значення в Україні. Розташований у межах Семенівського району Полтавської області, при південній околиці села Богданівка. 
Площа 10 га. Статус надано згідно з рішенням облвиконкому № 555 від 24.12.1970 року. Перебуває у віданні Богданівської сільської ради. 
Зростає близько десяти дубів віком понад 300 років та діаметром стовбура понад 5 метрів.